# Claire Wyart
Pour les articles homonymes, voir Wyart (homonymie).
Claire Wyart, née le 16 février 1977, est une biophysicienne et neurobiologiste française. Elle est chevalière de l'ordre national du Mérite depuis 2014.  

## Biographie
De 1996 à 2000, elle est élève de l'École normale supérieure de Paris. Elle prépare ensuite un doctorat en biophysique entre 2000 et 2003 à l'université Louis-Pasteur de Strasbourg. Entre 2005 et 2010, durant ses recherches postdoctorales à l'université de Californie à Berkeley, elle travaille sur l'optogénétique in vivo chez la larve de poisson zèbre pour sonder les circuits sous-jacents du comportement dans les modèles expérimentaux. Elle dirige l'équipe dissection optogénétique des circuits spinaux sous-tendant la locomotion à l’Institut du Cerveau et de la Moelle épinière depuis 2011. Elle effectue ses recherches sur les circuits moteurs, le comportement, l'optogénétique, la physiologie, la locomotion, et les intégrations sensorimotrices. 
Claire Wyart est membre du comité éditorial de la revue Current Biology.
Elle est la fille de la physicienne Françoise Brochard-Wyart et de Pierre-Gilles de Gennes, prix Nobel de physique en 1991.

## Honneurs et récompenses
- 2022 : prix Richard Lounsbery de l'Académie des Sciences française et l'Académie nationale des sciences américaine « pour ses travaux remarquables sur l’interface sensorielle entre le système nerveux et le liquide cérébrospinal (CSF), qui contrôle notre posture et nos mouvements »[7]
- 2016 : 
  - Prix EMBO-Young Investigator Award par l'Organisation européenne de biologie moléculaire
  - New York Stem Cell Foundation Robertson Neuroscience Innovator Award
  - Prix de la Fondation Schlumberger pour l'éducation et la recherche
- 2014 :  Chevalière de l'ordre national du Mérite [2]
- 2013 : prix Irène-Joliot-Curie de la jeune femme scientifique en 2013 pour ses recherches innovantes dans le domaine du contrôle de la motricité[8].
- 2011 : prix Émergences de la Mairie de Paris
- 2010 : prix du programme Atip-Avenir la Fondation Bettencourt-Schueller

## Publications
- (en) Szobota, Stephanie, et al. « Remote control of neuronal activity with a light-gated glutamate receptor. » Neuron 54.4 (2007): 535-545.
- (en) Wyart, Claire, et al. « Optogenetic dissection of a behavioural module in the vertebrate spinal cord. » Nature 461.7262 (2009): 407-410.
- (en) Knowles, Roger B., et al. « Plaque-induced neurite abnormalities: implications for disruption of neural networks in Alzheimer’s disease. » Proceedings of the National Academy of Sciences 96.9 (1999): 5274-5279.
- (en) Wyart, Claire, et al. « Smelling a single component of male sweat alters levels of cortisol in women. » The Journal of Neuroscience 27.6 (2007): 1261-1265.
- (en) Wyart, Claire, et al. « Constrained synaptic connectivity in functional mammalian neuronal networks grown on patterned surfaces. » Journal of Neuroscience Methods 117.2 (2002): 123-131.
- (en) Del Bene, Filippo, et al. « Filtering of visual information in the tectum by an identified neural circuit. » Science 330.6004 (2010): 669-673.
- (en) Janovjak, Harald, et al. « A light-gated, potassium-selective glutamate receptor for the optical inhibition of neuronal firing. » Nature neuroscience 13.8 (2010): 1027-1032.
- (en) Pautot, Sophie, Claire Wyart, and Ehud Y. Isacoff. « Colloid-guided assembly of oriented 3D neuronal networks. » Nature methods 5.8 (2008): 735-740.
- (en) Warp, Erica, et al. « Emergence of patterned activity in the developing zebrafish spinal cord.»  Current Biology 22.2 (2012): 93-102.
- (en) Del Bene, Filippo, and Claire Wyart. « Optogenetics: a new enlightenment age for zebrafish neurobiology. » Developmental neurobiology 72.3 (2012): 404-414.